# Ghana op de Olympische Zomerspelen 2016
Ghana nam deel aan de Olympische Zomerspelen 2016 in Rio de Janeiro, Brazilië. De selectie bestond uit veertien atleten, actief in vijf sporten, waarmee de ploeg groter was dan die van 2012 en 2008, toen negen sporters meededen. Atlete Flings Owusu-Agyapong droeg de nationale driekleur bij de openings- en sluitingsceremonie.

## Deelnemers en resultaten
(m) = mannen, (v) = vrouwen 

### Atletiek
| Olympiër | Discipline      | Resultaat | Prestatie                                |
| --- | --------------- | --------- | ---------------------------------------- |
| Sean Safo-Antwi                                                                                               | 100m (m)        | 57e       | series: vrij kwartfinale 1: 6de in 10,43 |
| Emmanuel Dasor                                                                                                | 200m (m)        | 49e       | serie 2: 6de in 20,65                    |
| Alex Amankwah                                                                                                 | 800m (m)        | 47e       | serie 6: 7de in 1.50,33                  |
| John Ampomah                                                                                                  | speerwerpen (m) | 19e       | kwalificatie groep B: 11de met 80,39m    |
| |                 |           |                                          |
| Flings Owusu-Agyapong V                                                                                       | 100m (v)        | 28e       | series: vrij kwartfinale 2: 4de in 11,43 |
| Janet Amponsah                                                                                                | 200m (v)        | 59e       | serie 4: 6de in 23,67                    |
| Gemma Acheampong Janet Amponsah Beatrice Gyaman Flings Owusu-Agyapong Persis William-Mensah Akua Obeng-Akrofi | 4x100m (v)      | 14e       | serie 1: 8ste in 43,37                   |

### Boksen
| Olympiër   | Discipline | Resultaat | Prestatie                         |
| ---------- | ---------- | --------- | --------------------------------- |
| Abdul Omar | –56kg (m)  | 17e       | 1ste ronde: V van ARG Melian: 0–3 |

### Gewichtheffen
| Olympiër        | Discipline | Resultaat | Prestatie                                                     |
| --------------- | ---------- | --------- | ------------------------------------------------------------- |
| Christian Amoah | –85kg (m)  | 21e       | trekken: 18de met 130kg stoten: 21ste met 153kg totaal: 283kg |

### Judo
| Olympiër        | Discipline | Resultaat | Prestatie                          |
| --------------- | ---------- | --------- | ---------------------------------- |
| Szandra Szögedi | –63kg (v)  | 17e       | 1ste ronde: V van BRA Silva: ippon |

### Zwemmen
| Olympiër      | Discipline          | Resultaat | Prestatie               |
| ------------- | ------------------- | --------- | ----------------------- |
| Abeku Jackson | 50m vrije slag (m)  | 55e       | serie 5: 6de in 24,30   |
|               |                     |           |                         |
| Kaya Forson   | 200m vrije slag (v) | 42e       | serie 1: 3de in 2.16,02 |